# Morelia senegalensis
Morelia  es un género monotípico de plantas con flores perteneciente a la familia de las rubiáceas. Incluye una sola especie: Morelia senegalensis A.Rich. ex DC. (Sept. 1830). Es nativa del nordeste tropical de África.

## Descripción
Es un arbusto  o pequeño árbol perennifolio que alcanza un tamaño  de hasta 12 m de altura, con ramas bajas, con las flores blancas y fragantes en cimas abundantes, frecuentes por las corrientes de arroyos, especialmente en las regiones de la sabana.

## Distribución
Se distribuye por Camerún, Congo, Guinea Ecuatorial, Gabón y Sudán.

## Taxonomía
Morelia senegalensis fue descrita por A.Rich. ex DC. y publicado en Prodromus Systematis Naturalis Regni Vegetabilis 4: 617, en el año 1830.
Sinonimia
- Lamprothamnus fosteri Hutch.[5]